# 短翹嘴脂鯉
短翹嘴脂鯉（Pyrrhulina brevis），為輻鰭魚綱脂鯉目脂鯉亞目鱂脂鯉科的其一種，分布於南美洲亞馬遜河流域，體長可達7公分，棲息中底層水域，生活習性不明。